# Аеродром Штутгарт
Аеродром Штутгарт (: , : ) је међународни аеродром у Немачкој, који опслужује град Штутгарт у немачкој покрајини Баден-Виртемберг. Смештен је 13 km јужно од средишта града.
По броју путника штутгартски аеродром је седми у Немачкој и једини већи аеродром са само једном полетно-слетном стазом. Године 2018. кроз аеродром је прошло близу 12 милиона путника.
„Јуровингс” има базу на аеродрому, а аеродром је и важно авио-чвориште за нискотарифне авио-компаније: „Кондор”, „СанЕкспрес Дојчланд”, „ТУИ Флај Дојчланд” и „Лаудамошн”.

## Историја
Аеродром је изграђен 1939. године чиме мења Аеродром Библинген. Године 1945. Америчко ваздухопловство је преузело аеродром и данас јужну страну аеродрома користи као базу за хеликоптере. 194 године влада Немачке је преузела контролу над аеродромом.
Након Другог светског рата полетно-слетна стаза је била продужена од 1.800 метара 1948, 2.250 метара 1961. и на крају до 3.345 метара 1996. године.
Оригинални терминал из 1938. године је замењен новим 2004. године. Данас постоје четири терминала са годишњим капацитетом од 12 милиона путника.

## Авио-компаније и дестинације
Следеће авио-компаније користе Аеродром Штутгарт (од априла 2008)

### Терминал 1
- Бритиш ервејз (Лондон-Хитроу)
- Ејгијан ерлајнс (Атина, Солун)
- ЛОТ Полиш ерлајнс (Варшава)
- Луфтханза (Барселона, Берлин-Тегел, Лондон-Хитроу, Франкфурт, Хамбург)
  - Луфтханза Риџенал летове обавља Аугсбург ервејз (Минхен)
  - Луфтханза Риџенал летове обавља Евровингс (Билбао, Бремен, Диселдорф, Париз-Шарл де Гол)
  - Луфтханза Риџенал летове обавља Контакт ер (Минехн, Турин, Хановер)
  - Луфтханза Риџенал летове обавља Луфтханза СитиЛајн (Барселона, Берлин-Тегел, Беч, Брисел, Диселдорф, Марсељ, Милано-Малпенса, Минхен, Париз-Шарл де Гол, Фиренца, Франкфурт, Хановер)
- Малев (Будимпешта, Сармелек [сезонски])
- Остријан ерлајнс
  - Остријан ероус (Беч)
- Скандинејвијан ерлајнс систем (Копенхаген)
- Свис интернашонал ер лајнс
  - Свис интернашонал ер лајнс летове обавља Свис јуропијан ер лајнс (Цирих)
- Теркиш ерлајнс (Анкара, Измир, Истанбул-Ататурк)

### Терминал 2
- Џерманвингс (Анкара, Атина, Барселона, Бастија, Београд-Никола Тесла, Берлин-Шенефелд, Беч, Будимпешта, Букурешт-Банеаса, Варшава, Дрезден, Загреб, Истанбул-Сабиха Гокчен, Катовице, Лисабон, Лондон-Станстед, Мадрид, Малта, Москва-Внуково, Приштина, Рим-Леонардо да Винчи, Солун, Сплит, Хамбург)

### Терминал 3
- Алиталија
  - Алиталија летове обавља Алиталија експрес (Милано-Милпенса)
- Блу ер (Арад, Букурешт-Банеаса, Сибињ [почиње од 1. јуна 2008.])
- Делта ер лајнс (Атланта)
- ерберлин (Аликанте, Берлин-Тегел, Беч, Дизделдорф, Палма де Мајорка, Хамбург, Хургада)
  - ерберлин летове обавља Луфтфахртгеселшафт Валтер (Дортмунд)
- Ер Франс (Париз-Шарл де Гол)
  - Ер Франс летове обавља Риџенал (Лион)
- Икс-Ел ервејз Немачка (Фуертевемтура, Приштина)
- Јат ервејз (Београд-Никола Тесла)
- Карпатер (Темишвар)
- КЛМ (Амстердам)
  - КЛМ летове обавља КЛМ Ситихопер (Амстердам)
- Кондор (Анкара, Јерез де ла Фронтера, Ланзароте, Лас Палма, Малага, Палма де Мајорка, Санта Круз де ла Палма, Тенерифе-Југ, Фаро, Фуертевентура, Фунчал, Хургада)
- ЛТУ Интернашонал (Анталија, Варна, Ираклион, Катанија, Керкира, Монастир, Палма де Мајорка, Приштина, Самос, Солун, Фаро, Хургада)
- Олимпик ерлајнс (Атина, Солун)
- Сајрус ерлајнс (Минстер/Оснабрик)
- ТУИфлај (Агадир, Анталија, Араксос, Бари, Берлин-Тегел, Билбао, Бодрум, Валенција, Венеција, Даламан, Дубровник, Јерез де ла Фронтера, Калигари, Катанија, Керкира, Кос, Лајпциг/Хале, Ланзароте, Лас Палма, Луксур, Махон, Малага, Манчестер, Маракеч, Марса Алам, Милано-Бергамо, Напуљ, Олбиа, Палермо, Палма де Мајорка, Писа, Порто, Ријека, Римини, Родос, Стокхолм-Арлнада, Силт [почиње од јула 2008.], Тенерифе-Југ, Солун, Фаро, Фуертевентуре, Фунчал, Хургада, Чанија, Шарм ел Шеих)
- Тунисер (Ђерба, Монастир)
- Финер
  - Финер летове обавља Финком ерлајнс (Хелсинки)
- Флајбе (Бирмингем)
- Хамбург интернешенел (Бодрум, Кос, Приштина)
- ЧСА (Праг)

### Терминал 4
- Б&Х ерлајнс (Сарајево)
- Булгаријан ер чартер (Бургас, Варна) [сезонски]
- Евросиприја ерлајнс (Пафос)
- Ер Виа (Бургас, Варна) [сезонски]
- Нувелер (Монастир)
- Пегасус ерлајнс (Анкара, Анталија, Истанбул-Сабиха Гокчен, Измир)
- СанЕкспрес (Анталија, Бодрум, Измир)
- Скај ерлајнс (Анталија)